# Casertana Football Club 1996-1997
Questa pagina raccoglie le informazioni riguardanti la Casertana Football Club nelle competizioni ufficiali della stagione 1996-1997.

## Rosa
| N. |                   | Ruolo | Calciatore          |
| -- | ----------------- | ----- | ------------------- |
|    | Italia (bandiera) | A     | Antonio Bianco      |
|    | Italia (bandiera) |       | Carlone             |
|    | Italia (bandiera) | A     | Luigi Carosella     |
|    | Italia (bandiera) | D     | Maurizio Cavallo    |
|    | Italia (bandiera) | D     | Salvatore D'Alterio |
|    | Italia (bandiera) | C     | Marco Delfino       |
|    | Italia (bandiera) |       | De Siati            |
|    | Italia (bandiera) | A     | Giuseppe Dorbini    |
|    | Italia (bandiera) | C     | Alessandro Erra     |
|    | Italia (bandiera) | D     | Marcello Ferrara    |
|    | Italia (bandiera) | D     | Gianluca Grava      |
|    | Italia (bandiera) | C     | Agostino Iacobelli  |
|    | Italia (bandiera) | C     | Mario Massaro       |
|    | Italia (bandiera) | C     | Diamante Milano     |
|    | Italia (bandiera) | D     | Vincenzo Moretti    |

| N. |                   | Ruolo | Calciatore          |
| -- | ----------------- | ----- | ------------------- |
|    | Italia (bandiera) | D     | Nunzio Nusco        |
|    | Italia (bandiera) |       | Patinucci           |
|    | Italia (bandiera) |       | Raimondo            |
|    | Italia (bandiera) | D     | Gaetano Romano      |
|    | Italia (bandiera) | D     | Giampietro Rulli    |
|    | Italia (bandiera) | C     | Stefano Sacco       |
|    | Italia (bandiera) | P     | Michele Sapono      |
|    | Italia (bandiera) | C     | Massimo Scagliarini |
|    | Italia (bandiera) | C     | Raffaele Scotti     |
|    | Italia (bandiera) |       | Sparacio            |
|    | Italia (bandiera) | A     | Raffaele Valentino  |
|    | Italia (bandiera) | C     | Luigi Vastola       |
|    | Italia (bandiera) | P     | Pasquale Visconti   |
|    | Italia (bandiera) |       | Vitaglione          |